# Нові Діри
Нові Діри (Nové diery) — каньйон в Словаччині; знаходиться в масиві Криванська Фатра. Розташований біля села Терхова.
В ущелині 4 водоспади. Через ущелину проходить екологічна стежка.